# Estació d'autobusos

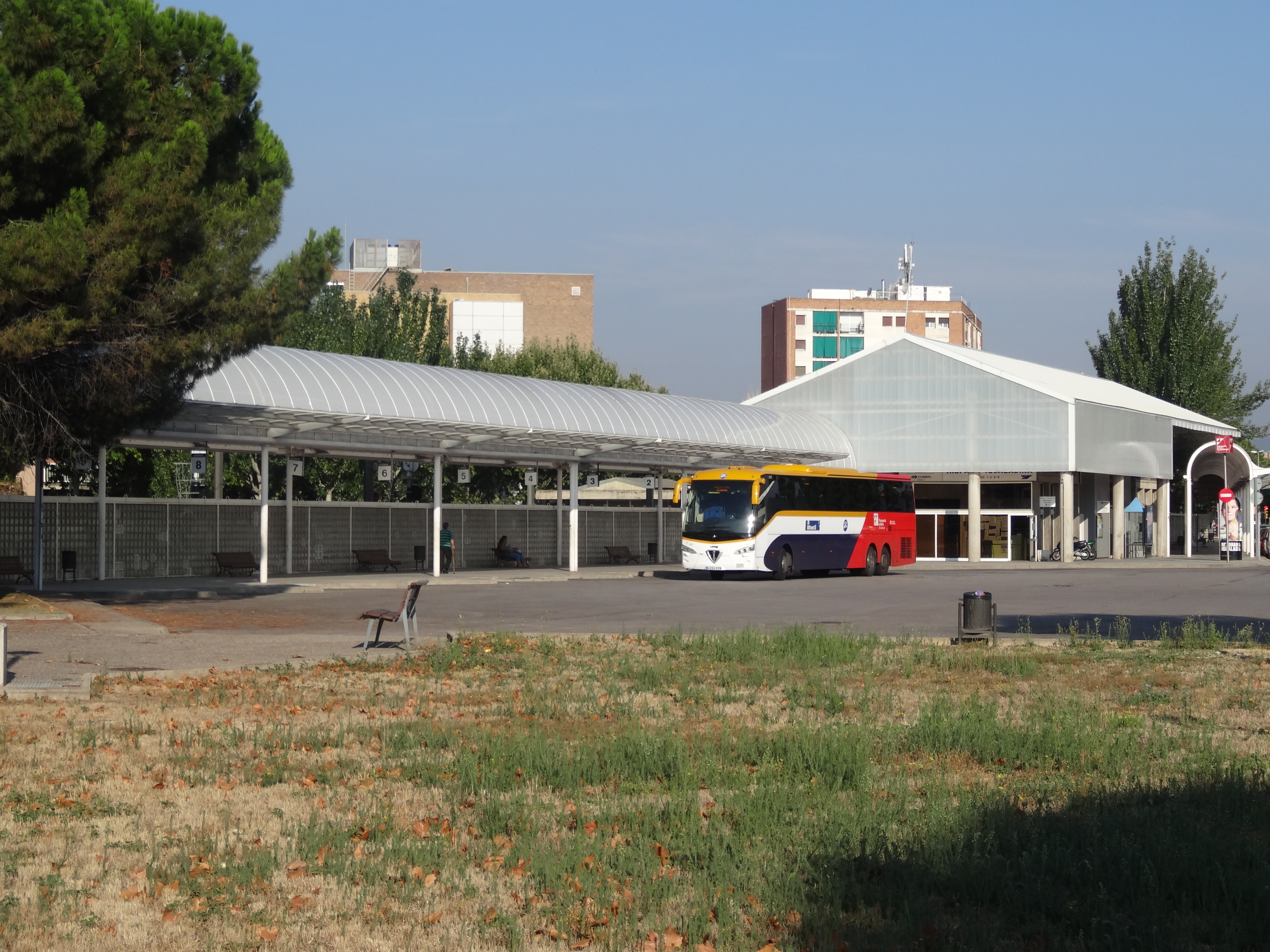
Estació d'autobusos d'Igualada.

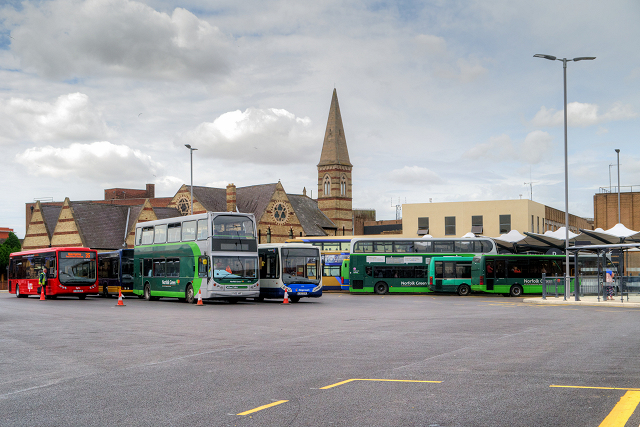
Estació d'autobusos de King's Lynn, a Norfolk, Anglaterra.

Una estació d'autobusos o un intercanviador d'autobusos és una estructura en la ciutat o interurbana on els autobusos s'aturen per a recollir i deixar passatgers. Una estació d'autobusos és més gran que una parada d'autobús, que sol ser simplement un lloc al costat de la carretera, on els autobusos poden parar. Pot ser una estació terminal per a una sèrie de rutes, o una estació de transferència on les rutes continuen.
Les andanes de les estacions d'autobusos es poden assignar a les línies d'autobusos fixes o variables en combinació amb un sistema dinàmic d'informació de viatgers. Aquest últim requereix menys andanes, però no ofereix al passatger la comoditat de conèixer l'andana amb molta antelació i esperar-hi.

## Estació accessible
Una estació accessible és una estació de viatgers de transport públic que ofereix un accés fàcil, és accessible i no té barreres físiques que prohibeixin o restringeixin l'accés de persones amb discapacitat, incloses les que utilitzin cadires de rodes.

## Estacions més grans

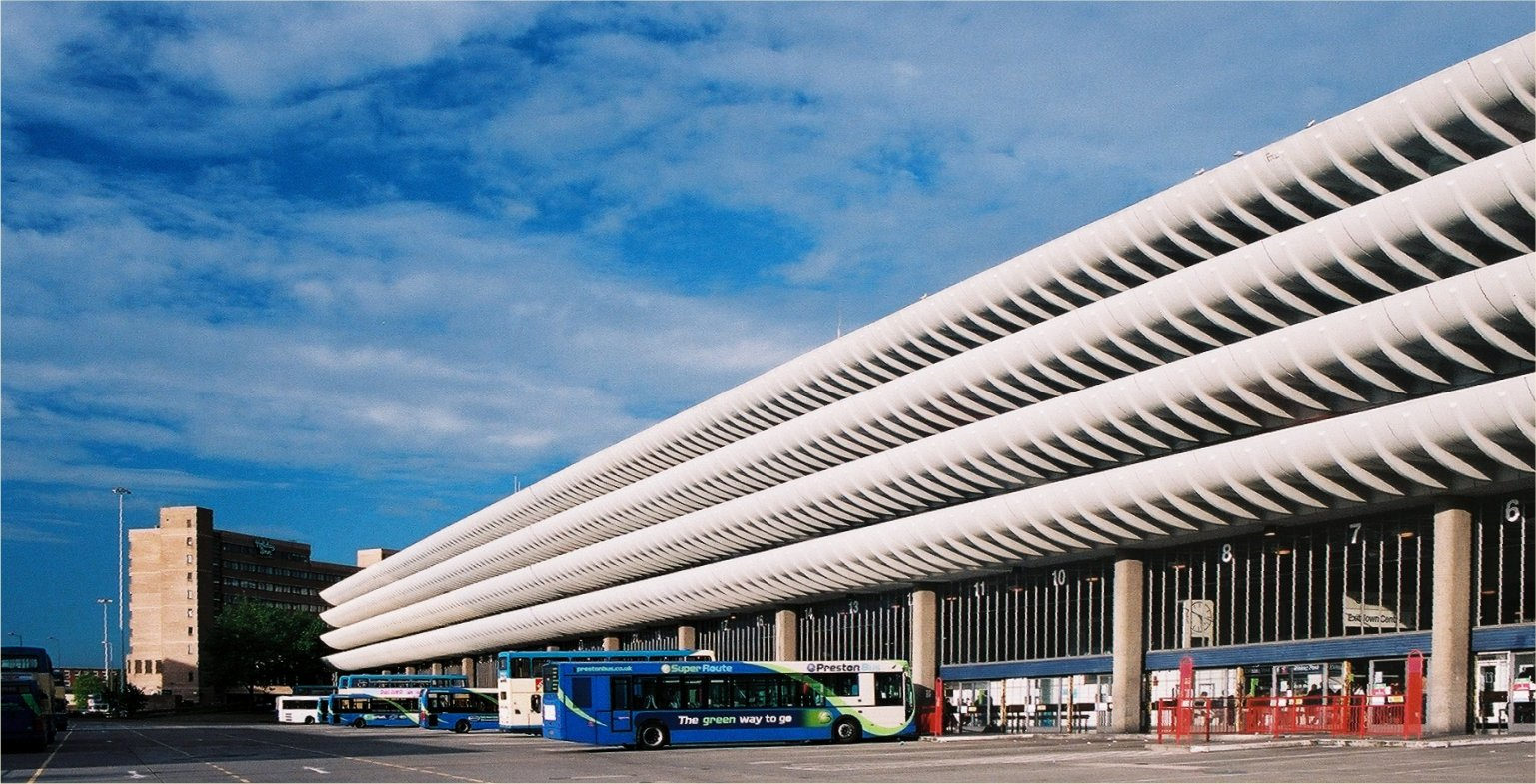
L'estació d'autobusos de Preston era la més gran quan es va construir, el 2014, però de seguida va ser superada per altres.

La terminal d'autobusos integrada de Coimbatore, en construcció, a Coimbatore, Índia , es convertirà en l'estació d'autobusos més gran del món, amb una superfície construïda de 249.400 metres quadrats.
Amb 150.000 m2, la terminal d'autobusos de Chennai Mofussil a Chennai, Índia, és l'estació d'autobusos més gran d'Àsia.
L' intercanviador d'autobusos de Woodlands a Singapur és un dels intercanviadors d'autobusos més concorreguts del món, ja que gestiona fins a 400.000 passatgers diaris en 42 serveis d'autobús. Altres intercanviadors d'autobusos com Bedok, Tampines i Yishun tracten un nombre similar de passatgers diaris.
L'estació d'autobusos subterrània més gran d'Europa és Kamppi Centre de Hèlsinki, Finlàndia, acabada el 2006. La finalització del terminal va costar 100 milions d'euros i el disseny i la construcció van trigar 3 anys. Actualment, la terminal d'autobusos, que ocupa 25.000 metres quadrats, és la terminal d'autobusos més concorreguda de Finlàndia. Cada dia, la terminal té unes 700 sortides d'autobusos que transporten uns 170.000 passatgers.
L'estació d'autobusos de Preston a Preston, Lancashire, construïda el 1969 i posteriorment catalogada com a patrimoni, es va descriure el 2014 com "segons com es mesura, l'estació d'autobusos més gran del món, la segona més gran d'Europa i la més llarga d'Europa". Va ser totalment reformat l'any 2018.
La terminal d'autobusos més gran d'Amèrica del Nord és la terminal d'autobusos de l'Autoritat Portuària situada a Manhattan, Nova York. La terminal es troba a Midtown al 625 Eighth Avenue entre 40th Street i 42nd Street, una quadra a l'est del túnel de Lincoln i una quadra a l'oest de Times Square. La terminal és la més gran de l'hemisferi occidental i la més concorreguda del món per volum de trànsit, donant servei a uns 8.000 autobusos i 225.000 persones entre setmana i més de 65 milions de persones a l'any. Té 223 portes. Opera rutes d'autobusos interurbans pels EUA i algunes destinacions internacionals principalment al Canadà, la majoria d'elles operades per Greyhound Lines. 
La terminal d'autobusos més gran de l'hemisferi sud és la terminal d'autobusos de Tiete situada a Sao Paulo , Brasil. També és el segon més concorregut del món, donant servei a unes 90.000 persones entre setmana en 300 rutes d'autobús a les seves 89 andanes (72 per a l'embarcament i 17 per al desembarcament), amb serveis a més de 1.000 ciutats de tot el país i Amèrica del Sud. La terminal també està connectada amb l'estació de metro adjacent.